# متنزه بحيرة بومان الحكومي
متنزه بحيرة بومان الحكومي، تبلغ مساحته 653 فدان (2.74 كـم2) متنزه حكومي الواقع في مقاطعة تشي نان جو، نيويورك. تقع الحديقة في بلدة ماكدونو، شمال مجتمع شرق ماك دو نو.

## تاريخ
كانت الأرض التي كان من المقرر أن تصبح متنزه بحيرة بومان الحكوميفي الأصل جزءًا من أراضي إعادة التحريج في المنطقة، والتي استحوذت عليها الدولة بداية من عام 1929. تحت إدارة إدارة الحفظ في نيويورك، تم إنشاء 200 موقع تخييم حول بحيرة بومان في عام 1962 ، بالإضافة إلى منطقة للاستخدام اليومي، وشاطئ رملي، وإطلاق قارب. تم نقل الملكية إلى لجنة المتنزهات والاستجمام الحكومية في عام 1966 ليتم تشغيلها كمتنزه حكومي.

## وصف الحديقة
يتميز منتزه بحيرة بومان الحكومي بواحد من أكبر المخيمات في وسط نيويورك، ويحتوي على 188 موقعًا للتخييم للخيام والمقطورات، بالإضافة إلى العديد من الكبائن الريفية. تشمل مرافق الحديقة أيضًا إطلاق قارب وشاطئ وطاولات نزهة ومركزًا طبيعيًا. تتوفر مسارات للمشي لمسافات طويلة وركوب الدراجات والتزلج الريفي على الثلج والتزلج على الجليد. يمر مسار بحيرات فينجر أيضًا عبر الحديقة.
تبلغ مساحة البحيرة التي تحمل الاسم نفسه للمنتزه 35 فدان (0.15 كـم2) في الحجم ويتم تخزينها سنويًا بالتراوت ؛ توجد أيضًا بركتان إضافيتان بحجم مماثل داخل المتنزه، مما يوفر فرصًا لصيد الأسماك وصيد الأسماك في الجليد. يمكن مشاهدة مجموعة متنوعة من الحيوانات البرية، بما في ذلك 103 نوعًا من الطيور، في الحديقة.

## روابط خارجية
- متنزهات ولاية نيويورك: حديقة بومان ليك الحكومية
- موقع المتطوعين غير الرسمي لمتنزه ولاية بحيرة بومان